# Campionat britànic de motocròs 1959
La temporada de 1959 del Campionat britànic de motocròs, anomenat a l'època ACU Scramble Drivers' Star, fou la 8a edició d'aquest campionat, organitzat per l'ACU.

## Classificació final

### 500cc
| Posició | Pilot          | Motocicleta   | Punts |
| ------- | -------------- | ------------- | ----- |
| 1       | Arthur Lampkin | BSA           | 42    |
| 2       | Don Rickman    | BSA / Métisse | 33    |
| 3       | Derek Rickman  | BSA / Métisse | 26    |
| 3       | John Draper    | BSA           | 26    |
| 5       | Dave Curtis    | Matchless     | 24    |
| 6       | Ron Langston   | Ariel         | 18    |
| 7       | Jeff Smith     | BSA           |       |
| 8       | Brian Martin   | BSA           |       |
| 9       | John Giles     | Triumph       |       |
| 10      | Dave Bickers   | Greeves       |       |

1. ↑  Dereck Rickman i John Draper empataren a punts en la tercera posició